# کوسه دهان‌بزرگ
کوسه دهان‌گنده (نام علمی: Megachasma pelagios) نام یک گونه از راسته کوسه‌سانان است.
این کوسه در عمق ۴۵۰۰ متری دریا زندگی می‌کند و می‌تواند تا ۷ متر رشد کند.